# Arsenal Harpers Ferry

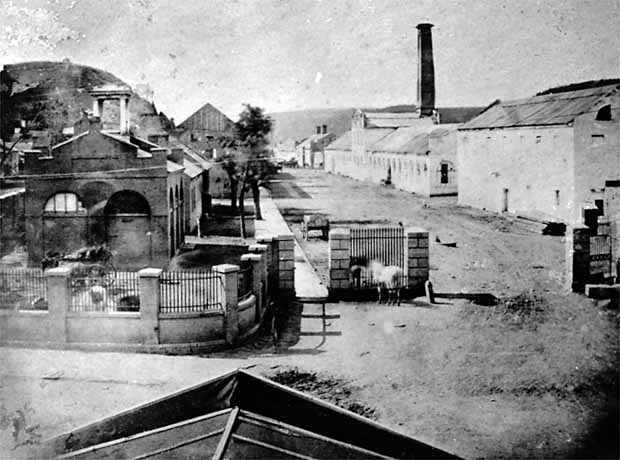
O Arsenal Harpers Ferry em 1862.

O Arsenal Harpers Ferry (em inglês: Harpers Ferry Armory), mais formalmente conhecido como United States Armory and Arsenal at Harpers Ferry, foi o segundo arsenal federal comissionado pelo governo dos Estados Unidos. 

## Características e realizações
O Arsenal Harpers Ferry Estava localizado em Harpers Ferry, Virgínia Ocidental (então parte da Virgínia), enquanto o primeiro arsenal federal foi o Springfield Armory localizado em Springfield, Massachusetts. Em muitos livros, a cidade é chamada de "Harper's Ferry" com um apóstrofo.
O "arsenal nacional" foi associado a muitos eventos históricos proeminentes ao longo da história dos Estados Unidos. O "Harpers Ferry National Armory" era um arsenal e um paiol. Os arsenais Harpers Ferry e Springfield foram fundamentais no desenvolvimento de técnicas de usinagem para fazer peças intercambiáveis.

## Localização estratégica
Durante a Guerra Civil, o arsenal tornou-se um local de grande importância estratégica porque estava localizado muito perto da linha Mason–Dixon, ou a fronteira entre os estados livres e escravistas. Consequentemente, a União utilizou-o como um meio eficaz para fornecer às tropas armas rapidamente enquanto marchavam para a batalha. A desvantagem de estar na fronteira era que o arsenal poderia facilmente mudar de mãos e cair no controle dos confederados - a cidade de Harpers Ferry mudou de mãos pelo menos onze vezes durante a Guerra Civil.